# Street Poetry
Street Poetry es un álbum de estudio de la banda de rock finlandesa Hanoi Rocks, publicado en el año 2007. El álbum alcanzó a ingresar en el top 10 de las listas de éxitos de Finlandia y logró altas posiciones en el resto de Europa. El primer sencillo publicado fue "Fashion", seguido de "This One's For Rock'n'Roll".

## Lista de canciones
| N.º | Título                       | Escritor(es)                                            | Duración |  |
| 1.  | «Hypermobile»                | Andy McCoy, Michael Monroe, Conny Bloom                 | 4:05     |  |
| 2.  | «Street Poetry»              | Andy McCoy, Michael Monroe                              | 3:57     |  |
| 3.  | «Fashion»                    | Andy McCoy, Michael Monroe                              | 3:16     |  |
| 4.  | «Highwired»                  | Andy McCoy, Michael Monroe                              | 3:28     |  |
| 5.  | «Power of Persuasion»        | Andy McCoy, Michael Monroe, Conny Bloom                 | 4:16     |  |
| 6.  | «Teenage Revolution»         | Andy McCoy, Michael Monroe                              | 3:36     |  |
| 7.  | «Worth Your Weight in Gold»  | Andy McCoy, Michael Monroe                              | 3:33     |  |
| 8.  | «Transcendental Groove»      | Andy McCoy, Michael Monroe                              | 3:03     |  |
| 9.  | «This One's For Rock'n'Roll» | Andy McCoy, Michael Monroe                              | 3:44     |  |
| 10. | «Powertrip»                  | Andy McCoy, Michael Monroe, Conny Bloom                 | 2:38     |  |
| 11. | «Walkin' Away»               | Andy McCoy, Michael Monroe, Conny Bloom, DJ Alimo       | 3:56     |  |
| 12. | «Tootin' Star»               | Andy McCoy, Michael Monroe, Conny Bloom, Andy Christell | 2:40     |  |
| 13. | «Fumblefoot and Busy Bee»    | Andy McCoy, Conny Bloom                                 | 2:04     |  |

## Créditos
- Michael Monroe – Voz, saxofón, guitarra
- Andy McCoy – Guitarra
- Conny Bloom – Guitarra
- Andy Christell - Bajo
- Lacu – Batería